# 瓜伊馬延縣

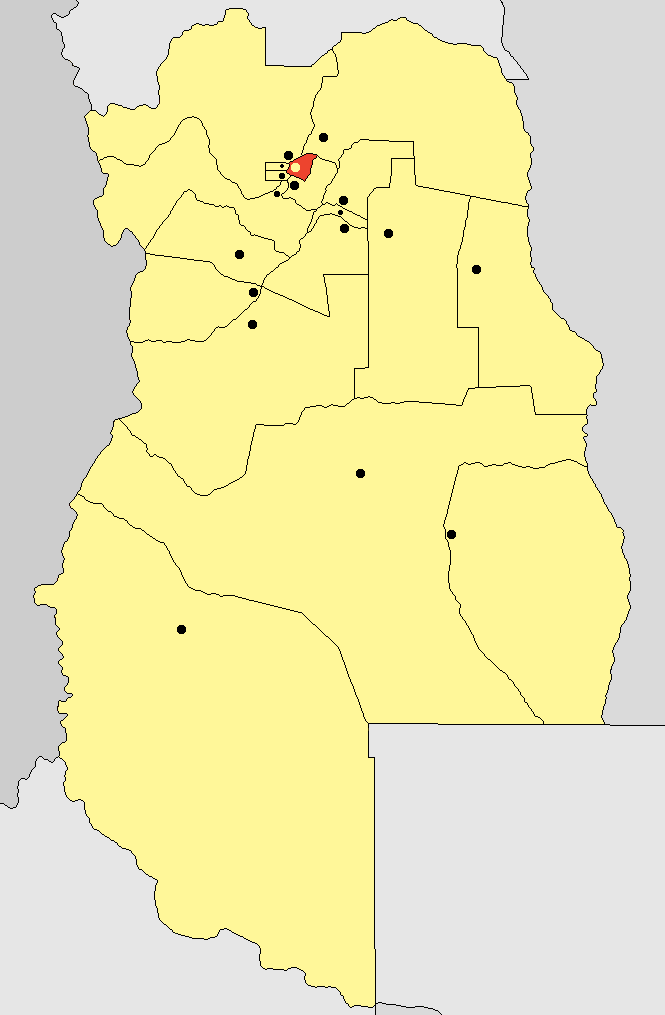

32°54′S 68°47′W / 32.900°S 68.783°W
瓜伊馬延縣（西班牙語：Departamento Guaymallén），是阿根廷門多薩省的縣份，首府比亞努埃瓦，面積164平方公里，2010年人口283,803，人口密度每平方公里1,730.5人。